# Parobé
Parobé est une ville brésilienne de la mésorégion métropolitaine de Porto Alegre, capitale de l'État du Rio Grande do Sul, faisant partie de la microrégion de Porto Alegre et située à 69 km au nord-est de Porto Alegre. Elle se situe à une latitude de 29° 37′ 46″ sud et à une longitude de 50° 50′ 08″ ouest, à 26 m d'altitude. Sa population était estimée à 48 713 en 2007, pour une superficie de 109 km2. L'accès s'y fait par les RS-115 et RS-239.
Le nom Parobé est un hommage rendu à l'ingénieur João Batista Parobé, responsable de la construction de la ligne de chemin de fer Novo Hamburgo - Canela - Taquara, qui permit l'émergence et l'existence de la future commune à partir de 1903. Les premiers colonisateurs furent essentiellement des Allemands.
L'économie de Parobé se fait autour de la chaussure, qui est apparue dans les années 1940 et 1950. Dans les années 1970, le début des exportations initia une réorganisation des petites entreprises, les transformant en moyennes et grandes fabriques modernes. C'est un des plus importants centres de production de tennis du pays ; il produit quotidiennement autour de 50 000 paires de chaussures de renommée internationale.

## Villes voisines
- Nova Hartz
- Igrejinha
- Taquara
- Araricá